# Thomas Burgstaller
Thomas Burgstaller (Linz, 9 gennaio 1980) è un ex calciatore austriaco, di ruolo difensore.

## Palmarès
- Campionato austriaco: 2

Rapid Vienna: 2004-2005
Sturm Graz: 2010-2011